# Njena pot
Njena pot je družinski roman Eve Kurnik, izdan leta 2016.
Avtorica je roman izdala v samozaložbi ob koncu srednje šole. Njen profesor psihologije, Damjan Šimek, je napisal spremno besedo. Za naslovnico in prelom sta poskrbela Anja Delbello in Aljaž Vesel.

### Zgodba
V središču dogajanja je mama z dvema otrokoma in mračno skrivnostjo. Spremljamo njeno življenje od mladosti do poznih let, od konca sedemdesetih let dalje. Zgodbo zaključita njena že odrasla otroka, ki prebirata njen dnevnik in ugotavljata, zakaj sta imela z njo in njenimi bližnjimi neljubeč odnos.